# Bonnétable
Bonnétable – miejscowość i gmina we Francji, w regionie Kraj Loary, w departamencie Sarthe.
Według danych na rok 2010 gminę zamieszkiwało 4036 osób, a gęstość zaludnienia wynosiła 100 osób/km².